# Fyre
Fyre, antes llamado el explorador de Jong, es una herramienta multiplataforma para la creación de imágenes mediante histogramas de funciones caóticas iteradas. Para esto utiliza el mapa de Peter de Jong.
Fyre muestra una barra lateral donde introducir los datos de las ecuaciones y de la forma de visualizar la imagen y en el lado derecho se muestra la imagen resultado de dichas ecuaciones.

## Otras características

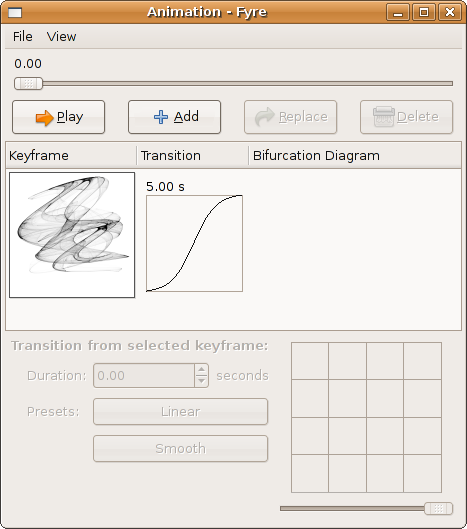
Fyre's Animation Window

Herramientas adicionales de manipulación de imágenes como los controles de desenfoque gaussiano y gamma incluidos en el programa.
La ventaja de usar estos ajustes directamente en Fyre es que la precisión y la calidad de la imagen no se ve reducida.
- La herramienta de animación de Fyre hace posible unir mediante fundidos de diferentes características varias imágenes en un archivo de video AVI. Sin embargo, la animación en AVI es un archivo muy grande y es recomendable comprimirlo usando algún programa externo como MEncoder.